# Загорянський Євген Олександрович
Євген Олександрович Загорянський (17 серпня 1910, Ерівань — 25 вересня 1961, Москва) — радянський шахіст, майстер спорту СРСР (1942). Інженер, літератор-драматург, автор художніх творів на шахову тему, статей з теорії та інших питань шахової гри.
Походив з князівського роду Кисіль-Загорянських. У навколошахматних колах мав прізвисько "Князь".